# Atrichopogon quateriharpagonum
Atrichopogon quateriharpagonum är en tvåvingeart som beskrevs av Tokunaga 1959. Atrichopogon quateriharpagonum ingår i släktet Atrichopogon och familjen svidknott. Inga underarter finns listade i Catalogue of Life.